# Violante Placido
Violante Placido (Roma, 1º maggio 1976) è un'attrice e cantante italiana. Ha inciso i suoi album con lo pseudonimo Viola. 

## Biografia
È figlia dell'attore e regista Michele Placido e dell'attrice Simonetta Stefanelli, che in seguito si separarono, e sorella degli attori Michelangelo Placido e Brenno Placido. È inoltre nipote degli attori Gerardo Amato e Donato Placido.

### Carriera
Esordisce nel mondo del cinema nel 1993 al fianco del padre Michele Placido nel film drammatico Quattro bravi ragazzi di Claudio Camarca. Dopo circa tre anni, entra nel cast del film Vite strozzate (1996) e si fa notare anche nella commedia Jack Frusciante è uscito dal gruppo (1996), accanto a Stefano Accorsi. Lavora per tutto il 2000 in opere passate un po' inosservate, mentre il primo ruolo di un certo rilievo lo interpreta nel film L'anima gemella (2002), per la regia di Sergio Rubini. Con questo film viene anche candidata come "miglior attrice" al Nastro d'argento. Nello stesso anno divide il set con star internazionali come Harvey Keitel e Andie MacDowell nel film Ginostra.
Nel 2003 recita in Ora o mai più di Lucio Pellegrini e Che ne sarà di noi di Giovanni Veronesi. Si guadagna anche una candidatura al David di Donatello come "migliore attrice protagonista". Dopo essere stata diretta da Pasquale Scimeca ne Gli indesiderabili (2003), ritorna accanto a Stefano Accorsi nel discusso Ovunque sei, dove viene diretta dal padre. Successivamente recita in alcune commedie come Il giorno + bello (2005), La cena per farli conoscere (2007) di Pupi Avati, e Lezioni di cioccolato (2007).
Nello stesso periodo partecipa anche ad alcune produzioni televisive. Nel 2007 è infatti, nel cast di Guerra e pace. Sempre per il piccolo schermo, nel 2009 interpreta il ruolo di Moana Pozzi nella miniserie TV di Sky Cinema Moana, diretta da Alfredo Peyretti. Inoltre compare su Rai 1 nel ruolo della Fata turchina nella miniserie TV Pinocchio, diretta da Alberto Sironi (adattamento televisivo della omonima favola di Carlo Collodi).
Nel 2009 posa senza veli per l'edizione italiana di Playboy. L'anno dopo recita al fianco di George Clooney nella pellicola statunitense The American. Nel 2012 una nuova pellicola hollywoodiana: accanto a Nicolas Cage, recita in Ghost Rider - Spirito di vendetta, secondo capitolo della saga Marvel con protagonista Johnny Blaze, per la regia di Neveldine e Taylor. Veste il ruolo di Nadya, madre di Danny Ketch e alleata con Blaze per liberare il figlio rapito. Nel 2014 diventa una delle protagoniste della serie televisiva Transporter: The Series, interpretando la parte di Caterina Boldieu, assistente del protagonista Frank Martin, ed ex agente dei servizi segreti francesi. Nel 2022 è protagonista, accanto a Diego Abatantuono, del film Improvvisamente Natale, seguito, nel 2023, dal sequel Improvvisamente a Natale mi sposo, entrambi del regista Francesco Patierno.
Nel 1994 è la protagonista del video di Maledette Malelingue di Ivan Graziani, che il cantautore teramano propose quell'anno al Festival di Sanremo. Nel 2006 debutta nel mondo musicale con lo pseudonimo di Viola. Anticipato dal singolo Still I, pubblica l'album Don't Be Shy..., 10 tracce per lo più in inglese di cui è anche autrice. Viola canta sullo stile cantautorale di Suzanne Vega. Il secondo singolo è How to save your life. Successivamente collabora con il cantautore Bugo, nel rifacimento in versione duetto del suo brano Amore mio infinito. Duetta con Mauro Ermanno Giovanardi nella canzone Bang Bang contenuta nell'album Ho sognato troppo l'altra notte? (2011). Collabora anche con i Casa del vento in "Icarus", dall'album Giorni dell'Eden (2012).
Nel dicembre 2011 posa per alcuni scatti del Calendario Matrix Onlus 2012.
Nel 2012 torna come cantante, pubblicando in dicembre per Mescal il singolo We Will Save the Show. Nel 2013 scrive e interpreta il brano "Hey sister" per la colonna sonora del film Cose cattive di Simone Gandolfo. Entrambi i brani vengono inseriti nel secondo album di Viola, pubblicato dalla Mescal il 3 settembre 2013 e intitolato Sheepwolf. Il disco è prodotto da Alessandro "Gaben" Gabini con la collaborazione di Lele Battista e contiene anche il singolo Precipitazioni, di cui è stato diffuso un videoclip di 26 agosto diretto da Massimiliano D'Epiro, fidanzato dell'attrice e cantautrice. Durante la quarta serata del Festival di Sanremo 2014 accompagna i Perturbazione nell'esecuzione de La donna cannone di Francesco De Gregori. Ha fatto parte della giuria degli esperti al Festival di Sanremo 2017.
Nella stagione 2023-2024 interpreta in teatro il ruolo di Julia in 1984 di George Orwell per la regia di Giancarlo Nicoletti e con Ninni Bruschetta nel ruolo di O'Brien.

## Vita privata
Dalla relazione con il regista Massimiliano D'Epiro ha avuto un figlio, Vasco, nato il 5 ottobre 2013.

## Filmografia

### Attrice

#### Cinema
- Quattro bravi ragazzi, regia di Claudio Camarca (1993)
- Vite strozzate, regia di Ricky Tognazzi (1996)
- Jack Frusciante è uscito dal gruppo, regia di Enza Negroni (1996)
- Farfalle, regia di Roberto Palmerini (1997)
- A deadly compromise, regia di Giovanni Robbiano (2000)
- L'anima gemella, regia di Sergio Rubini (2002)
- Ciao America, regia di Frank Ciota (2002)
- Ginostra, regia di Manuel Pradal (2002)
- Ora o mai più, regia di Lucio Pellegrini (2003)
- Gli indesiderabili, regia di Pasquale Scimeca (2003)
- Che ne sarà di noi, regia di Giovanni Veronesi (2004)
- Ovunque sei, regia di Michele Placido (2004)
- Raul - Diritto di uccidere, regia di Andrea Bolognini (2005)
- Il giorno + bello, regia di Massimo Cappelli (2006)
- La cena per farli conoscere, regia di Pupi Avati (2006)
- Dissolvenza al nero, regia di Frank Ciota (2007)
- Lezioni di cioccolato, regia di Claudio Cupellini (2007)
- La luna nel deserto, regia di Cosimo Damiano Damato (2008)
- Barah Aana, regia di Raja Menon (2009)
- Sleepless, regia di Maddalena De Panfilis (2009)
- The American, regia di Anton Corbijn (2010)
- Ghost Rider - Spirito di vendetta (Ghost Rider: Spirit of Vengeance), regia di Mark Neveldine e Brian Taylor (2012)
- Il cecchino (Le Guetteur), regia di Michele Placido (2012)
- 7 minuti, regia di Michele Placido (2016)
- Restiamo amici, regia di Antonello Grimaldi (2018)
- Modalità aereo, regia di Fausto Brizzi (2019)
- Il giorno più bello, regia di Andrea Zalone (2022)
- Improvvisamente Natale, regia di Francesco Patierno (2022)
- Evelyne tra le nuvole, regia di Anna Di Francisca (2023)
- Improvvisamente a Natale mi sposo, regia di Francesco Patierno (2023)
- La Dolce Villa, regia di Mark Waters (2025)

#### Televisione
- Go-Cart – contenitore di cartoni animati (1996–1998)
- Casa famiglia – serie TV (2001)
- Sospetti 2 – serie TV (2003)
- Karol - Un uomo diventato papa, regia di Giacomo Battiato – miniserie TV (2005)
- L'uomo che rubò la Gioconda, regia di Fabrizio Costa – miniserie TV (2006)
- Guerra e pace, regia di Robert Dornhelm e Brendan Donnison – miniserie TV (2007)
- Una madre, regia di Massimo Spano – miniserie TV (2008)
- Donne assassine – serie TV (2008)
- Pinocchio, regia di Alberto Sironi – miniserie TV (2009)
- Moana, regia di Alfredo Peyretti – miniserie TV (2009)
- Transporter: The Series – serie TV (2014)
- Questo è il mio paese, regia di Michele Soavi – miniserie TV (2015)
- Meraviglie - La penisola dei tesori[7], regia di Gabriele Cipollitti – documentario (2018, 2020)
- Enrico Piaggio - Un sogno italiano, regia di Umberto Marino – film TV (2019)
- Illuminate: Marisa Bellisario, regia di Emanuele Imbucci – docufilm (2019)
- Fino all'ultimo battito – serie TV (2021)

#### Videoclip
- Maledette Malelingue - Ivan Graziani (1994)
- Amore mio infinito - Bugo (2006)
- "Solo" è solo una parola - Tiziano Ferro (2018)

### Doppiatrice
- Vidya Balan in The Dirty Picture (2011)
- Rashka in Il libro della giungla (2016)

## Teatro
- Bash. Latterday play di Neil LaBute, regia di Marcello Cotugno. Festival di Benevento (2001)
- Un ducato rosso sangue di Sabina Negri, regia di Franco Martini. La Versiliana, 11 luglio 2003.
- Sogno di una notte di mezza estate di William Shakespeare, regia di Massimiliano Bruno. Teatro romano di Verona, 26 luglio 2017.
- Anima Christi, testo e regia di Gerardo Russo, Trinitapoli, 17 aprile 2019.
- 1984 di George Orwell, regia di Giancarlo Nicoletti. Debutto al Teatro del Giglio di Lucca, 24 novembre 2023.[8]

## Discografia

### Album in studio
- 2006 – Don't Be Shy...
- 2013 – Sheepwolf

### Singoli
- 2006 – Amore mio infinito (con Bugo)

### Collaborazioni
- 2016 – Davide Cavuti Vitae

## Programmi televisivi
- Alessandro Borghese - Celebrity Chef (TV8, 2022) – concorrente

## Riconoscimenti
- David di Donatello
  - 2004 – Candidatura alla migliore attrice non protagonista per Che ne sarà di noi
- Nastro d'argento
  - 2003 – Candidatura alla migliore attrice protagonista per L'anima gemella
  - 2004 – Candidatura alla migliore attrice protagonista per Ora o mai più
  - 2013 – Candidatura alla migliore canzone originale (Hey Sister) per Cose cattive
- Festival del Cinema di Venezia
  - Premio Wella alla miglior attrice per L'anima gemella
- Globo d'oro
  - 2007 – Candidatura alla migliore attrice per La cena per farli conoscere
- Festival Alessandro Cicognini
  - 2019 – Premio Note da Oscar alla migliore attrice dell'anno[9]